# أرجوحة شبكية

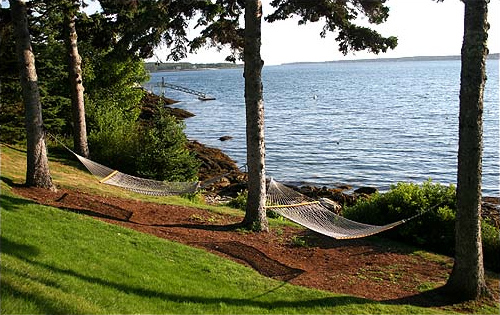
ارجوحة شبكية معلقة بين شجرتين

الأرجوحة الشبكية أو أرجوحة النوم أو المَرَن أو المَضجَعة المُعلَّقة أو السرير المُعَلّق أو العِرْزَال هي شبكة تركب بخيوط أو بغيرها لتشد في ركنين، كي تمكّن من الاستلقاء عليها. وهي من وسائل الاسترخاء، ومن أماكن النوم.

## تاريخها
يعود تاريخها إلى الهنود الأوائل. [بحاجة لمصدر]

## الانتشار
تنتشر في إسبانيا أمريكا اللاتينية والمكسيك وعند الهنود الحمر.

## فوائدها
1. تحمي الأشخاص من الأفاعي والعقارب والحشرات الزاحفة والزواحف والنمل.
2. تريح الأعصاب بسبب الحركة الخفيفة.
3. توحي بالهدوء والرومانسية.
4. سهلة الحمل والإعداد.

## الإعلام والتلفاز
تظهر كثيرا بالقنوات التلفاز والأفلام، وهي مؤشر إلى الغنى الفاحش أو الرومانسية أو التقشف بالحياة أو هدوء والتركيز من جهة البطل.

## انظرأيضا
- مجلة العلم